# La Fauvette-qui-saute-et-qui-chante
La Fauvette-qui-saute-et-qui-chante ou L'Alouette qui chante et sautille, selon les traductions (en allemand : Das singende springende Löweneckerchen), est un conte des frères Grimm, publié dès la première édition des Contes de l'enfance et du foyer. Il porte le numéro KHM 88.

## Résumé
Un homme qui a trois filles s'apprête à partir en voyage, et leur demande ce qu'elles voudraient qu'il leur rapporte. La première demande des perles, la deuxième des diamants et la troisième une fauvette-qui-saute-et-qui-chante.
Le père achète les perles et les diamants, mais la fauvette reste introuvable. Il finit par l'apercevoir à la cime d'un arbre et ordonne à son serviteur de la capturer. Hélas, l'oiseau appartient à un lion féroce, qui accepte néanmoins de ne pas dévorer le père et de lui laisser l'oiseau à condition qu'il accepte de lui livrer la première créature qu'il rencontrera en rentrant chez lui.
Alors que sa fille saute de joie en découvrant la fauvette-qui saute-et-qui-chante, son père se désespère et lui avoue le marché qu'il a dû passer avec le lion. Elle le console et déclare qu'une promesse doit être tenue, et dès le lendemain, s'en va à la rencontre du fauve pour tâcher de l'amadouer. Or le lion est un prince ensorcelé, ainsi que tous ses serviteurs : il est lion le jour et beau jeune homme la nuit. Il épouse la jeune fille et ils vivent heureux ensemble, « veillant la nuit et dormant le jour ».
Le prince-lion lui permet de retourner visiter sa famille à l'occasion du mariage de sa sœur aînée, et tous se réjouissent de la revoir vivante. Lorsque sa deuxième sœur se marie à son tour, elle demande à son mari de l'accompagner, bien que celui-ci la prévienne que si un rayon de lumière le touchait, il serait changé en colombe pour sept ans. Ils se mettent en route avec leur petit enfant et assistent à la noce. Mais malgré toutes les précautions prises, un rai de lumière touche le prince-lion, et le voilà condamné à voler à travers le monde sous la forme d'une colombe ; il laissera derrière lui une trace faite de gouttes de sang et de plumes.

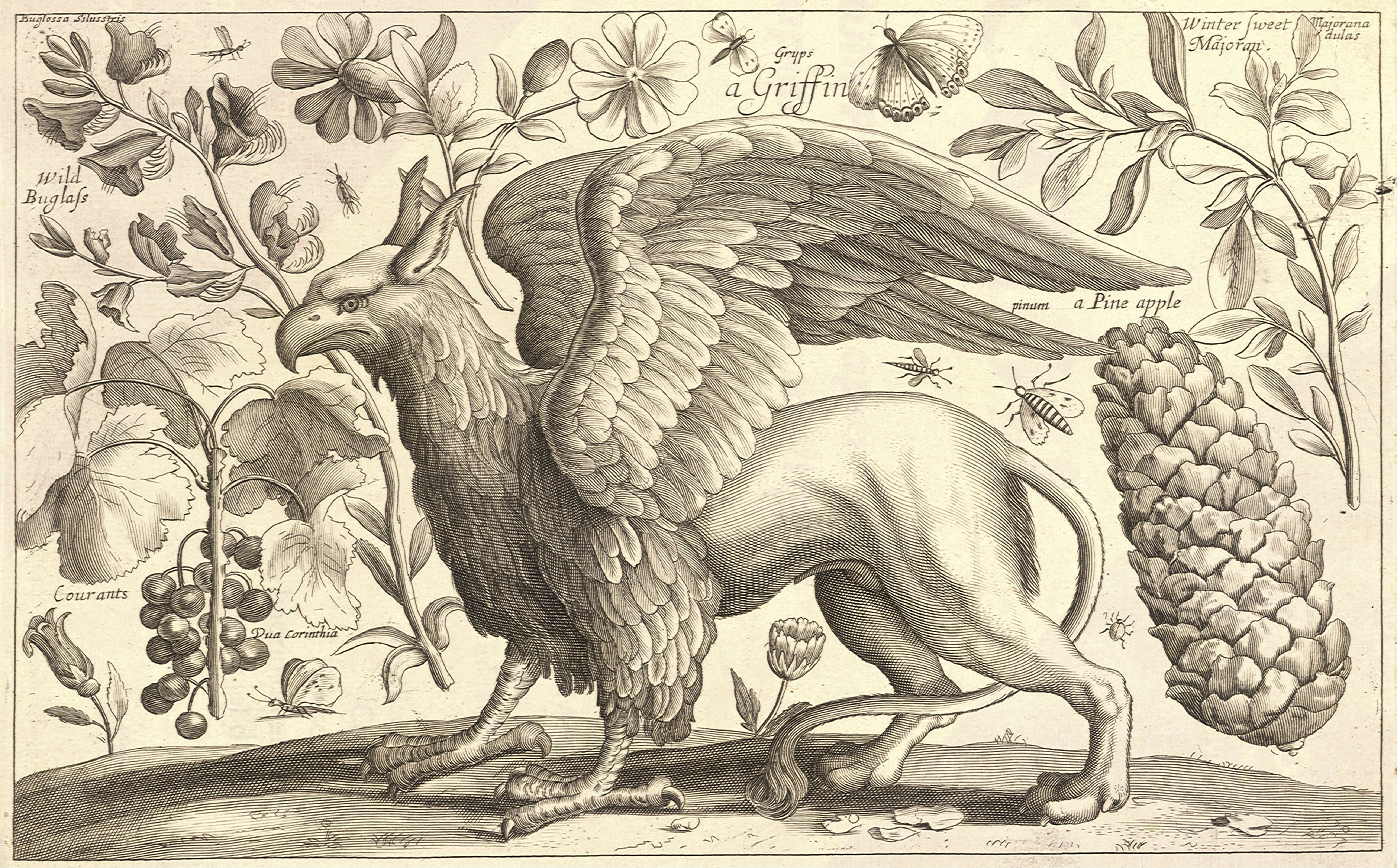
Un griffon, par Wenceslas Hollar (XVII)

Pendant sept ans, la jeune femme erre ainsi à travers le monde, sur la trace de son mari oiseau, jusqu'au jour où la trace s'arrête. Elle sollicite alors l'aide du Soleil et la Lune, qui lui offrent l'un un coffret, l'autre un œuf magiques à défaut de pouvoir la renseigner ; puis des différents vents, qui l'informent que la colombe, redevenue lion, est en train de se battre près de la mer Rouge contre un dragon, qui est une princesse ensorcelée. Ils lui donnent des conseils, et la brise nocturne lui fait don d'une noix magique.
La jeune fille retrouve le prince changé en lion et l'aide à vaincre le dragon grâce aux conseils reçus des vents. Lion et dragon reprennent forme humaine, mais la princesse-dragon et le prince montent sur le dos de l'Oiseau-griffon et disparaissent. La jeune femme, d'abord effondrée, reprend son errance et finit par parvenir au château où son bien-aimé vit avec la princesse. Apprenant que leur mariage va bientôt être célébré, elle parvient à obtenir de la princesse trois nuits dans la chambre de son fiancé contre une robe magnifique et une poule avec ses douze poussins, tous en or, qu'elle tire du coffret et de l'œuf reçus du Soleil et de la Lune ; mais les deux premières nuits, elle ne parvient pas à éveiller le prince, auquel on a fait boire un somnifère. La troisième nuit, il échappe au somnifère et reconnaît sa femme, qu'un ensorcellement de la princesse lui avait fait oublier, et ils s'enfuient tous deux sur le dos de l'Oiseau-griffon. Ultime péripétie, alors qu'ils volent au-dessus de la mer Rouge, la jeune femme jette la noix, qui devient immédiatement un grand noyer sur lequel l'oiseau peut se poser et reprendre des forces. Ils rentrent enfin chez eux, retrouvent leur fils et vivent désormais heureux ensemble.

## Commentaires et analogies
Le conte a été recueilli par les frères Grimm auprès de Dortchen Wild à Cassel en 1813.
Il relève du type ATU 425A (The Animal as Bridegroom, « Le Fiancé animal »), qui constitue l'une des multiples versions du conte-type générique ATU 425 (The Search for the Lost Husband, « À la recherche de l'époux disparu »). Hans-Jörg Uther indique que ce sous-type combine divers épisodes introductifs avec une partie principale commune. De plus on note de nombreuses interférences entre les contes ATU 425A et d'autres variantes de ATU 425, ainsi qu'avec d'autres contes-types.
Le thème de La Belle et la Bête (ATU 425C) serait quant à lui apparu au XVIIIe siècle dans deux versions françaises portant ce titre, l'une de Madame de Villeneuve (1740) et l'autre de Madame de Beaumont (1757). Les types 425A comme 425C peuvent inclure l'épisode introductif du cadeau demandé par les filles à leur père, lequel a une préférence pour la cadette même si celle-ci lui demande un présent inhabituel et difficile à trouver.
Bolte et Polívka ont fourni une étude riche et détaillée des différentes versions du Fiancé animal rencontrées dans de nombreux pays, classées par groupes. Delarue et Tenèze indiquent près de 130 versions de ce conte complexe et foisonnant, et reproduisent comme exemple du conte 425 A une version ariégeoise, « Courbasset » - Petit Corbeau.

## Adaptation
- Un épisode de la série d'animation Simsala Grimm[6].